# Coupe des nations II masculine de hockey sur gazon
La Coupe des nations II masculine de hockey sur gazon est un tournoi international annuel de hockey sur gazon qui se déroule chaque année. Le tournoi sert de promotion à la Coupe des nations masculine de hockey sur gazon. Cette compétition, créée en 2024, est la troisième division de la Ligue des nations de hockey sur gazon. L'édition inaugurale de cette compétition se déroule en février 2025 à Mascate, à Oman.

## Format
Le tournoi comprend les huit équipes les mieux classées au Classement mondial de la FIH ne participant ni à la Ligue professionnelle masculine de hockey sur gazon, ni à la Coupe des nations masculine de hockey sur gazon.

### Système de promotion-relégation entre les Coupe des nations I-II
Lors du 49e congrès qui s'est tenu le 9 novembre 2024 à Mascate à Oman, la compétition se dirige vers un système de promotion-relégation entre le dernier de la Coupe des nations et le premier de la Coupe des nations II en même temps que le système de promotion-relégation entre le dernier de la Ligue professionnelle et le premier de la Coupe des nations. Ce changement de format permet à une équipe d'une division la plus basse de prendre la place de l'équipe qui terminera dernière de la Coupe des nations à la fin de la saison,.

### Compétition
Le format est identique à la Coupe des nations, huit équipes sont réparties en deux groupes de quatre équipes avec un format tournoi toutes rondes. Les deux premiers de chaque groupe se qualifient pour la phase de promotion.

### Coupe des nations
Huit équipes concourent pour une place synonyme de promotion à la Coupe des nations. À la fin de chaque saison, le vainqueur de la Coupe des nations II est promu à la Coupe des nations pour la saison suivante.

## Palmarès
| Édition   | Lieu    | Promu        | Champion     | Vice-champion | Troisième place | Quatrième place |
| --------- | ------- | ------------ | ------------ | ------------- | --------------- | --------------- |
| 2024-2025 | Mascate | Écosse       | Écosse       | Égypte        | Pologne         | États-Unis      |
| 2025-2026 | TBD     | Équipe ????? | Équipe ????? | Équipe ?????  | Équipe ?????    | Équipe ?????    |
| 2026-2027 | TBD     | Équipe ????? | Équipe ????? | Équipe ?????  | Équipe ?????    | Équipe ?????    |

### Bilan par nation
| Équipe     | Champions     | Vice-champions | Troisième place | Quatrième place |
| ---------- | ------------- | -------------- | --------------- | --------------- |
| Écosse     | 1 (2024-2025) |                |                 |                 |
| Égypte     |               | 1 (2024-2025)  |                 |                 |
| Pologne    |               |                | 1 (2024-2025)   |                 |
| États-Unis |               |                |                 | 1 (2024-2025)   |

### Équipes apparues
| Équipe     | 2024-2025 | 2025-2026 | 2026-2027 | Total |
| ---------- | --------- | --------- | --------- | ----- |
| Autriche   | 5e        |           |           | 1     |
| Chili      | 7e        |           |           | 1     |
| Chine      | 6e        |           |           | 1     |
| Égypte     | 2e        |           |           | 1     |
| Oman       | 8e        |           |           | 1     |
| Pologne    | 3e        |           |           | 1     |
| Écosse     | 1er       | -         |           | 1     |
| États-Unis | 4e        |           |           | 1     |
| Total      | 8         | 8         | 8         | -     |